# Свита (одежда)

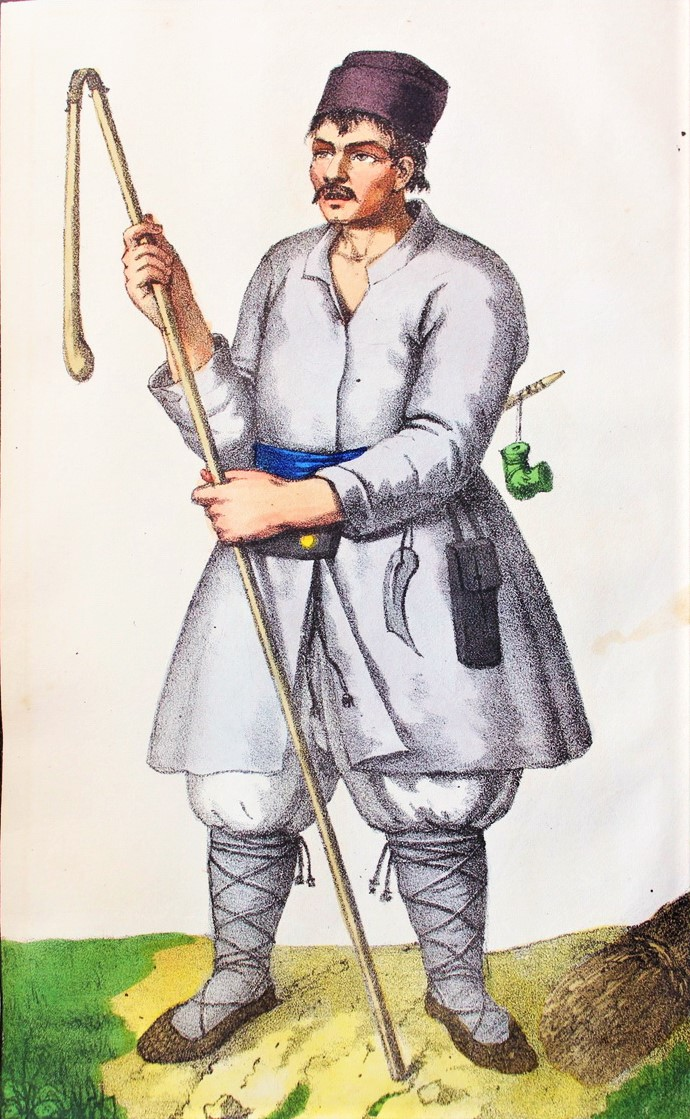
Литвин в свитке

Свита (сполусвитка, свитка) — название мужской и женской верхней длинной распашной одежды из домотканого сукна, разновидность кафтана. Судя по раскопкам, в XIII веке такой была наиболее распространенная верхняя одежда новгородцев. Словом «свита» в Древней Руси обозначали не определённую разновидность костюма, а верхнюю мужскую одежду в целом. Исследователи древнерусского костюма обычно применяют для обозначения верхней распашной мужской одежды термин «кафтан». Однако, слово это в русских письменных источниках встречается только с конца XV века, а до этого в ходу было слово «свита». Судя по древним миниатюрам, свита была длиной до колена или немного длиннее. Простые люди носили свиту из шерстяной ткани местного производства. Застёгивалась она при помощи парных петель и пуговиц.
В гробнице преподобного Никиты Столпника Переславского найдена верхняя одежда XII века, которая была сшита из нескольких полотен тёмной шерстяной ткани. Одежда была распашной, отрезной сзади по талии, имела сзади сборки и шерстяную «подоплёку» на спине. Такой покрой сохранялся в мужской одежде старообрядцев до XX века. Основное полотнище перегибается в плечах, спереди разрезается от ворота до подола. Сзади становина доходит до талии. От талии к нему пришивается сосборенное полотнище.
Свитка является частью традиционного костюма белорусов, встречалась также в крестьянской среде на Украине и в России. На Руси свиткой так же называли верхнюю накладную одежду, надевавшуюся через голову, неприталенную, прямую, расширявшуюся книзу за счёт клиньев, вшитых в боковые швы.
Наиболее известно упоминание свитки как варианта одежды в повести Гоголя «Сорочинская ярмарка» из сборника «Вечера на хуторе близ Диканьки». Гоголь даёт следующее определение «Свитка — род полукафтанья».
Покрой старинной свиты — прямой, со второй половины XIX века — в талию; длина обычно ниже колен. Свиту шили однобортной или двубортной с застёжкой на левой стороне. Иногда её носили внакидку. Нередко украшали вышивкой.